# Jordi Oms Pera
Jordi Oms Pera (Mataró, 7 de març de 1973) és un exjugador de bàsquet català. Amb els seus 2.03 metres d'alçada, jugava en la posició de pivot.

## Carrera esportiva
Oms es va formar al planter del Joventut de Badalona. La temporada 1990-91, formant part de l'equip júnior del club verd-i-negre, va debutar amb el primer equip de la Penya a l'ACB, amb Lolo Sáinz a la banqueta, en un partit de lliga davant el Caja Canàries. Aquell any el Joventut es va proclamar campió de Lliga, la primera de les dues que va aconseguir de forma consecutiva. La temporada següent va seguir jugant amb l'equip júnior, i el 1992 va ser traspassat a l'equip de primera divisió del CB Mataró. També va ser internacional amb la selecció espanyola júnior.